# Puente Zuazo

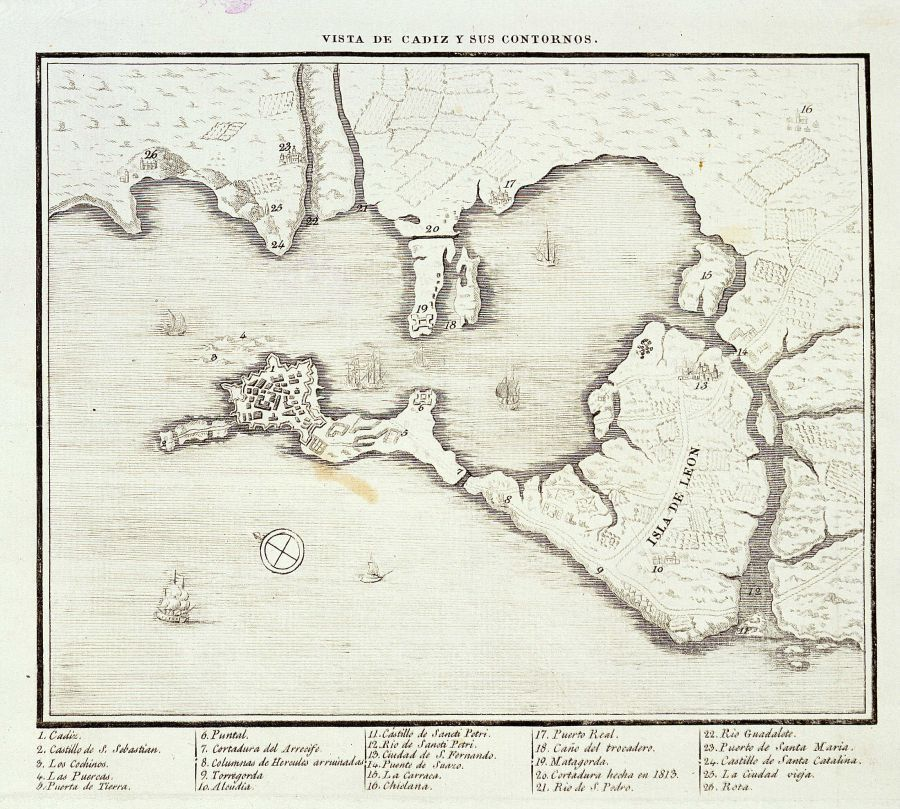
El puente (número 14 en la carta del) fue secularmente la única comunicación terrestre de la ciudad de Cádiz y de la Isla de León con la península

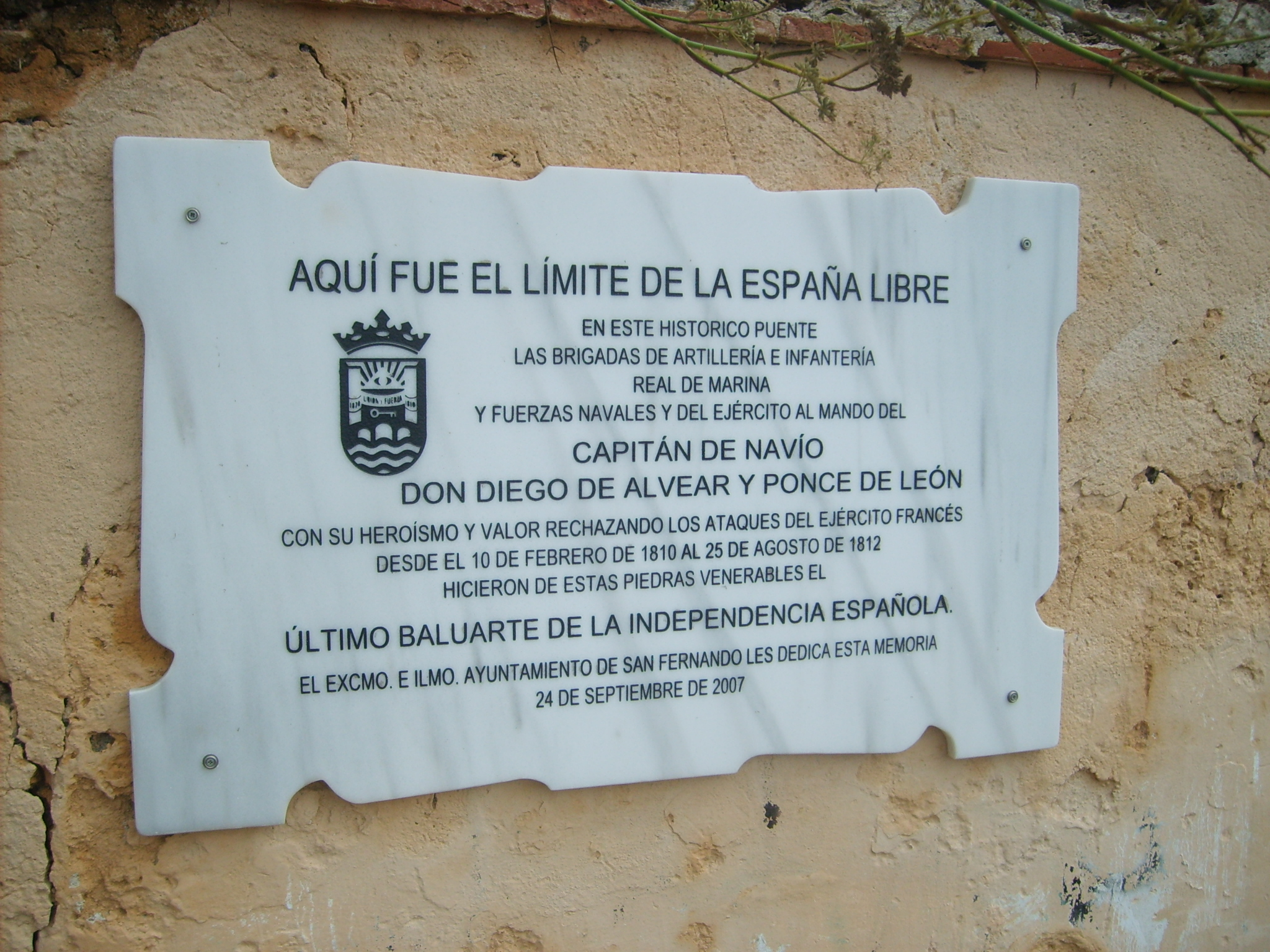
Placa colocada en 2007, cuya inscripción difiere algo de la antigua:
"Aquí fue el límite de la España libre. En este histórico puente, las brigadas de Artillería e Infantería Real de Marina y fuerzas navales y del ejército al mando del Capitán de Navío don Diego de Alvear y Ponce de León, con su heroísmo y valor, rechazando los ataques del ejército francés desde el 10 de febrero de 1810 al 25 de agosto de 1812 hicieron de estas piedras venerables el último baluarte de la independencia española.
El Excelentísimo e Ilustrísimo Ayuntamiento de San Fernando les dedica esta memoria.
24 de septiembre de 2007".

El puente Zuazo (o puente Suazo) es un antiguo puente que une la isla de San Fernando (Cádiz) a Puerto Real y, por lo tanto, al resto de la provincia de Cádiz, salvando el paso por el caño de Sancti Petri. Este histórico puente ha sido escenario de combates muy importantes para la historia de España, como el saqueo de los ingleses o el sitio de las tropas napoleónicas. 
Construido en piedra ostionera, es sin duda el símbolo de la ciudad de San Fernando, como queda reflejado en el escudo de la localidad. 
Protegen al puente una serie de baterías defensivas, situadas en su mayoría en el margen puertorrealeño del caño, junto al polígono industrial Tres Caminos.
También está situado junto al puente el Real Carenero, antigua fábrica de motonería, lanas y jarcias, almacenaje de aprovisionamiento, e instalación de carenas; y germen de la actual San Fernando.

## Situación
Situado en el límite de San Fernando (isla de León) con Puerto Real. Comunica al tómbolo arenoso que forman Cádiz y San Fernando con el resto de la península ibérica, salvando el paso de la carretera CA-33 sobre el caño de Sancti Petri. Junto a él se encuentra el Real Carenero.

## Historia
La historia del puente Zuazo ha estado influenciada por su situación estratégica y a los constantes asaltos y combates sufridos en la zona. El puente, que une la península con la llamada isla de León, fue construido en época romana para facilitar el tráfico por vía terrestre entre la ciudad de Cádiz y la tierra continental, salvando el brazo de mar conocido como caño de Sancti-Petri.

### Orígenes
Sus orígenes datan de la época de dominación romana, siendo parte del acueducto de Gades que transportaba agua desde El Tempul, en las inmediaciones de la actual Jerez de la Frontera, hasta Gades (actual Cádiz). El actual puente, tal y como lo conocemos hoy día, fue obra del ingeniero de origen francés, afincado en la isla, Louis Gautier.
El puente debe su nombre al poseedor del señorío en el siglo XV, que era el oidor del Consejo Real, D. Juan Sánchez de Zuazo, que obtuvo la concesión durante el reinado de Juan II de Castilla.

### Saqueo de la ciudad
En 1596, durante la toma y saqueo de Cádiz, fue escenario del enfrentamiento entre las fuerzas españolas y las inglesas. En 1625, durante la expedición inglesa a Cádiz, fue el punto de encuentro entre las fuerzas atacantes inglesas bajo el mando de Sir Edward Cecil y los defensores españoles del duque de Medina Sidonia. En ambas fechas los ataques ingleses fueron rechazados.
En la batalla de Cádiz (1702) fue clave en la rápida intervención de las tropas cordobesas, dirigidas por el conde de Fernán Núñez, para expulsar la invasión anglo-neerlandesa de Cádiz, liberando a la ciudad.

### Sitio de San Fernando
En la Guerra de la Independencia, el puente de Zuazo jugó un papel crucial para impedir el asalto de ejército francés comandado por el Mariscal Claude-Victor Perrin, Duque de Belluno, conocido como Mariscal Víctor, que tras el intento fallido de asaltar la cabeza defensiva del puente en la batalla del Portazgo, puso sitio a la isla de León y Cádiz con un ejército de unos 40 000 hombres durante dos años. En el puente se concentraron un gran número de baterías al mando de capitán de navío Diego de Alvear defendiendo el último rincón peninsular no conquistado por las tropas napoleónicas. Hasta 1812, hubo que destruir el arco central del puente de Zuazo para evitar definitivamente el paso a los franceses, que terminaron retirándose ante la imposibilidad de cruzar. En recuerdo de la hazaña, se instaló una placa que estuvo expuesta hasta la década de 1970, con el siguiente texto: 

Aquí fue el límite de la España libre. En este histórico puente la brigada de artillería e infantería real de Marina y fuerzas civiles y del ejército, al mando del capitán de navío Diego de Alvear y Ponce de León, con su heroico actuar resistieron al ejército francés desde el 10 de febrero de 1810 al 26 de agosto de 1812, siendo estas piedras venerables el último reducto de la independencia española. El Excelentísimo e Ilustrísimo Ayuntamiento de San Fernando por acuerdo firmado en sesión del 23 de octubre de 1914
 Placa conmemorativa del Sitio Isleño

### Actualidad
Actualmente el puente Zuazo ha sido complementado con otro para mejorar las comunicaciones por carretera. El 29 de noviembre de 1996 fue inscrito como Bien de Interés Cultural. También se iniciaran próximamente los trabajos de reforma del puente, con motivo del Bicentenario de las Cortes de Cádiz, en el que participaran los ayuntamientos de San Fernando y la vecina Puerto Real, además del Ministerio de Fomento español.
Cada 24 de septiembre, con motivo del aniversario de la primera reunión de las Cortes de Cádiz en la Iglesia Mayor, se recrean en el puente y las baterías cercanas combates que recuerdan a los librados en este lugar durante el asedio francés.

## Baterías defensivas
Dada su situación estratégica y de puerta de entrada al tómbolo arenoso que conforman las ciudades de Cádiz y San Fernando, el Puente Zuazo ha estado siempre protegido por una serie de baterías defensivas que defendían este paso: 
- Batería de Zuazo
- Batería de San Felipe
- Batería de San Pablo
- Baluarte de Alburquerque
- Baluarte del Ángulo
- Baluarte de San Pedro
- Baluarte de Santiago
- Batería del Portazgo
- Baluarte de la Concepción